# Publio Cornelio Coso (tribuno consular 408 a. C.)
Publio Cornelio Coso  fue un político y militar romano del siglo V a. V perteneciente a la gens Cornelia.

## Familia
Cornelio fue miembro de los Cornelios Cosos, una de las primeras ramas familiares patricias de la gens Cornelia. Fue hijo del consular Aulo Cornelio Coso y padre del cónsul y militar Aulo Cornelio Coso Arvina.

## Tribunado consular
Alcanzó el cargo de tribuno consular en el año 408 a. C. En este año los ecuos, reunidos en Antium, emprendieron una guerra de inusitada violencia. El Senado decidió encomendársela a un dictador, pero Cornelio y uno de los colegas, Cayo Julio Julo, se sintieron desairados y provocaron una disputa entre los senadores que fue alentada por los tribunos de la plebe.
El otro tribuno consular, Cayo Servilio Ahala, se opuso a sus compañeros en el cargo y se ofreció él mismo a nombrar un dictador, aunque se impusiera el veto tribunicio. Esta disputa llevó a Cornelio y Julio a convocar elecciones para el tribunado consular en vez de consulares como quería el Senado para las magistraturas supremas del año siguiente.